# 우구구

우구구의 위치

우구구(한국어: 오고구, 중국어: 五股區, 병음: Wǔgǔ Qū)는 중화민국 신베이시의 구이다. 넓이는 34.8632km2이고, 인구는 2015년 8월 기준으로 82,680명이다.
역내에 우구 공업구가 있어 타이베이시에 인접한 입지 조건을 살린 공업단지로서 발전하고 있다. 공업단지는 우취안로와 우궁로에 의해 정연하게 구획이 정리되어 고층 건축물의 공장 내부에 많은 중소기업이 동거하고 있는 것이 특징이다.

## 지리

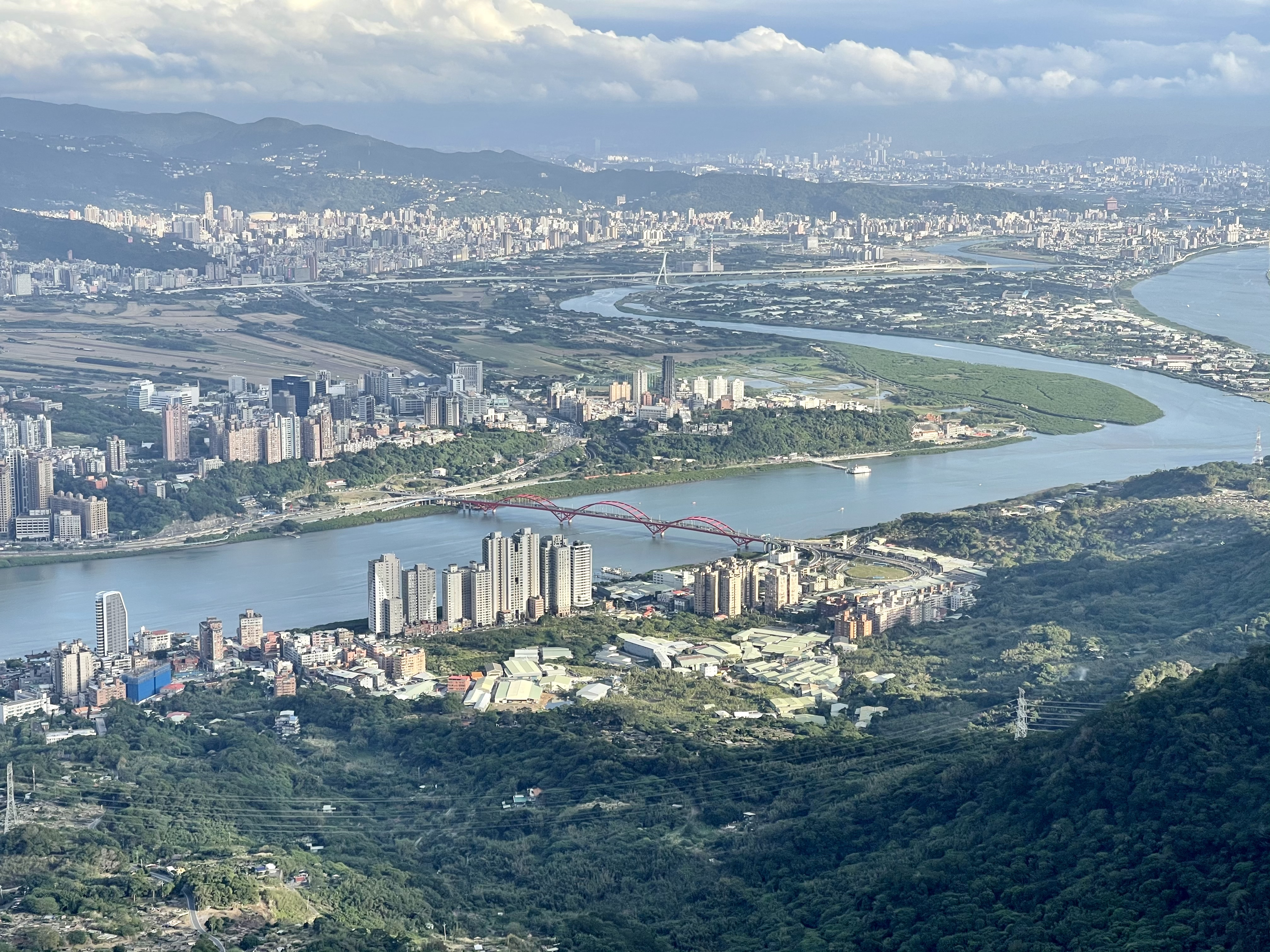
우구구

신베이시에 속하는 싼충구, 루저우구 및 신좡구의 북쪽에 접하고 있고, 타이베이시와는 고속도로로 직접 연결된다.
남부의 우구 공업구 주변은 중소기업의 공장과 사업소가 많이 존재하고 있지만, 주거나 상업 시설은 적다. 중산 고속공로 북쪽은 산에 접하고 있어 녹지가 많으며 주거지도 많이 존재한다.
우구 지구에는 얼중수훙다오(二重疏洪道)로 불리는 하천이 있다. 평상시에는 물은 흐르지 않고 제방에 둘러싸인 안쪽은 도로나 운동 공원 등이 있어 주민에게 개방되고 있지만, 홍수 발생의 가능성이 높은 경우에는 단수이허로부터의 물을 흘려 보내는 역할을 한다.
가까운 장래에 우구 향을 경유하는 타이베이 첩운 환상선이나 타오위안 공항 첩운 등의 개업이 예정되어 있다.

## 역사
우구의 옛 이름은 오곡갱(五穀坑)이다. 이것은 최초로 이곳에 이주한 한족 5명이 협력해 개척을 맡았던 것에서 유래하고 있다. 청의 도광 연간에 객가인, 민남의 이주가 진행되고 지명도 간략화되어 오곡(五穀)이라고 부르게 되었고 이후 동음의 오고(五股)로 표기하게 되어 현재에 이르고 있다.
1767년, 순검이 이곳에 설치되어 오고갱, 팔리분, 귀자갱이 그 관할하에 놓여졌다. 청대에는 큰 변화가 없었으나 1895년에 일본의 지배하에 놓여지면서 다이호쿠현 고비호 변무서의 관할이 되었다. 1920년, 대만 전체에 주(州), 군(郡), 가(街), 장(庄)이 설치되면서 우구는 다이호쿠 주 신쇼 군 관할이 되었다. 당시부터 경료, 신온의 2장을 함께 고고 장(五股庄)으로 부르게 되었고, 1945년의 전후에 우구 향으로서 독립한 행정구역을 나타내는 이름이 되었다

## 교통
- 국도 1호선

## 같이 보기
- 신베이시